# Rhodina mesochra
Rhodina mesochra är en fjärilsart som beskrevs av Oswald Beltram Lower 1897. Rhodina mesochra ingår i släktet Rhodina och familjen nattflyn. Inga underarter finns listade.